# Escaro
Escaro är en kommun i departementet Pyrénées-Orientales i regionen Occitanien i södra Frankrike. Kommunen ligger i kantonen Olette som tillhör arrondissementet Prades. År 2022 hade Escaro 127 invånare.

## Befolkningsutveckling
Antalet invånare i kommunen Escaro
| Referens: INSEE |